# Карубо
Карубо је насеље у Италији у округу Катанија, региону Сицилија.
Према процени из 2011. у насељу је живело 688 становника. Насеље се налази на надморској висини од 400 м.